# Jean Hotteterre
Pour les articles homonymes, voir Hotteterre (homonymie).
Jehan Hotteterre (ou Jean I Hotteterre , dit le père), né vers 1610 et mort en 1691, est un maître tourneur sur bois et facteur français d'instruments de musique de la famille des bois originaire de la Couture en Normandie, berceau de la facture des bois en France.

## Biographie
Jean Hotteterre appartient à la vaste famille des Hotteterre,,qui, après 1640, en tant que musiciens et facteurs d'instruments, ont contribué à la création des nouvelles flûtes à bec baroques, des flûtes traversières et des hautbois, en collaboration avec la chapelle royale de Paris. Certains de ses contemporains célèbres étaient à Paris les facteurs d'instruments Jean-Jacques Rippert et Pierre Naust.
Jean Hotteterre est le fils de Loys Haulteterre, mort vers 1620-1625, tourneur sur bois à La Couture, qui a huit enfants.
Jean se marie avec Marguerite Delalande le 22 octobre 1628 puis s'installe à Paris. Vers 1635, il ouvre un atelier de facture d'instruments à vent dans la rue Neuve Saint-Louis. Il obtient le poste de « dessus de hautbois et musette du Poictou » du roi à Versailles, en succession de Pierre Varin, le 4 janvier 1651.
Jean Hotteterre est le père de Jean II, dit « fils aîné », et  de Martin Hotteterre, également facteurs et musiciens. 
Comme facteur de bois, il perfectionne la musette et le bourdon ; on lui attribue également l'invention du hautbois en trois parties ou à Michel Philidor. Le hautbois est joué pour la première fois en public par Jean Hotteterre en 1657. Quelque temps plus tard, il intègre la « Grande Écurie du Roy ». 
Son fils aîné Jean II s'associe à son père et joue à la cour avec son père et son frère Martin. Jean II connaîtra un destin tragique lorsqu’il sera assassiné par François Cautherau, hautbois du roi  en 1668.
Martin obtient en 1659 la survivance de la charge de son père comme « dessus de hautbois et musette du Poictou ». 
À la mort de Jean Hotteterre, en 1691, Martin reprend l'atelier situé rue de Harlay à Paris.